# Miloslav Požár

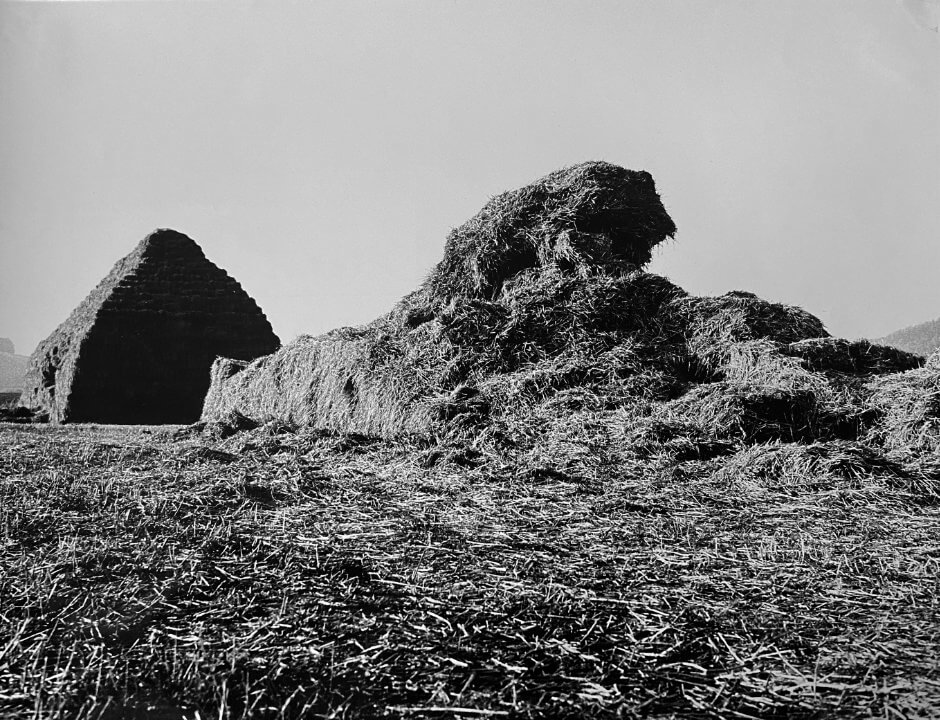
Sfinga, fotografie, 1980

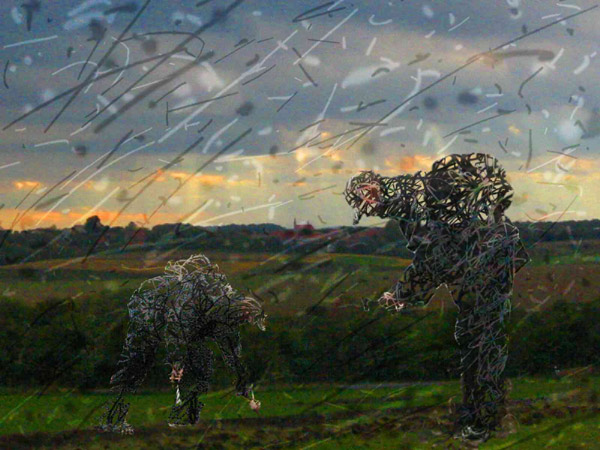
Geologická rekonstrukce Dalího rekonstrukce Miletova Klekání a Sběraček klasů, digitální fotoklon, 2003

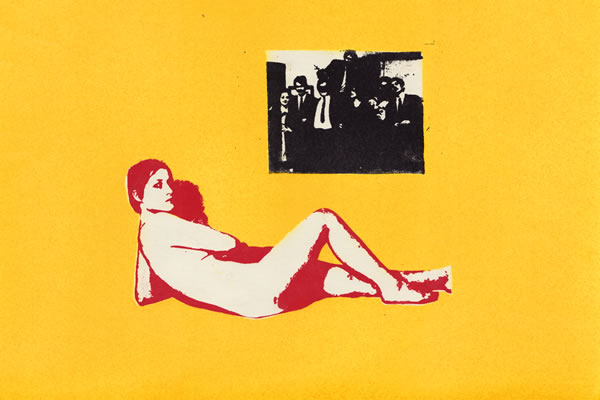
Ležící akt na žluté, sítotisk, 1970

Miloslav Požár (* 27. dubna 1946 Náměšť nad Oslavou) je geolog, malíř, grafik, fotograf, výtvarný aktivista a básník.

## Život
Dětství prožil v Horním Městě v Nízkém Jeseníku. Vystudoval Střední průmyslovou školu hornickou a geologickou v Příbrami (1960–1964). Uměním se zabývá od roku 1962, kdy soukromě studoval výtvarné umění návštěvami soukromých ateliérů Miloslava Hrušky v Příbrami – kresbu (1962–1965), Karla Nepraše (1964) a Bedřicha Dlouhého v Praze – malbu (1964–1969). S podporou režimem pronásledovaného Miroslava Liďáka přispíval (1965–69) kresleným humorem do Mladého světa, Literárních listů a Kulturní tvorby. Navštěvoval Školu výtvarné fotografie při ústředním výboru Svazu českých fotografů v Brně (1976–1978) a Kurz lektorů a porotců výtvarné fotografie Ústavu pro kulturně výchovnou činnost v Praze (1978–1980). Byl zaměstnán jako průzkumný geolog v Rudných dolechv Rýmařově (1967–1990).
Byl spoluzakladatelem a spoluorganizátorem výstav, autorem plakátů a loga Klubu amatérských (skrytě angažovaných) výtvarníků KAV (od roku 1986) při JKS Rýmařov KAV a Galerie Octopus v Rýmařově (od roku 1992). Fotograficky dokumentoval výstavy KAV, Galerie Octopus a Galerie Jindřicha Štreita na Sovinci (1989–1994).
Během sametové revoluce v roce 1989 byl jako člen KAV jedním z prvních zakladatelů rýmařovského Občanského fóra. V lednu 1990 byl spolu s Jindřichem Štreitem spolupořadatelem výstavy fotografií Československý listopad 1989 v Domě kultury v Rýmařově. V roce 1990 se stal referentem a pověřeným vedoucím odboru kultury, organizační pracovníkem, tiskovým mluvčím a ofsetovým tiskařem kanceláře přednosty na Okresním úřadě v Bruntále (1990–1994). Roku 1991 pomohl v Rýmařově realizovat a instalovat plastiku Otevřená brána po válce odsunutého rýmařovského rodáka Herberta Dlouhého (Herbert Dlouhy, * 1942).
Do Vsetína se odstěhoval roku 1994, kde v Muzeu regionu Valašsko působil nejprve jako asistent ředitele, poté jako dokumentarista fotoarchivu, kurátor geologického fondu a výstav (1995–2008). Od roku 2008 je v důchodu, žije a tvoří na balkóně svého vsetínského panelového bytu.

### Studium
- 1960–1964 Střední průmyslová škola hornická a geologická, Příbram
- 1962–1965 Ateliér Miloslava Hrušky – kresba, Příbram
- 1964 Ateliér Karla Nepraše – kresba, Praha
- 1964–1969 Ateliér Bedřicha Dlouhého – malba, Praha
- 1976–1978 Škola výtvarné fotografie při ústředním výboru Svazu českých fotografů, Brno
- 1978–1980 Kurz lektorů a porotců výtvarné fotografie Ústavu pro kulturně výchovnou činnost, Praha

## Samostatné výstavy
- 1968 Ledeburské terasy, Praha
- 1970 Galerie Pod podloubím (s V. Večeřou), Olomouc
- 1976 Světlá Hora (s J. Štreitem)
- 1979 Hanácké divadlo, Prostějov
- 1979 Dům kultury ROH, Příbor
- 1981 Spojený závodní klub ROH Uničovských strojíren, Uničov
- 1981 Galerie Jindřicha Štreita, Sovinec
- 1985 Galerie Pod podloubím, Olomouc
- 1988 Skupina Odjinud (s L. Dostálem a M. Kuksovou), Zlaté Hory
- 1992 Skupina Odjinud, Galerie Jindřicha Štreita (s L. Dostálem a M. Kuksovou, L. Adámkem), Sovinec
- 2014 Kino Vatra, Žárský – Požár: Záchod – Balkon (s D. Žárským), Vsetín
- 2015 Městské muzeum / Galerie Octopus, Žárský – Dostál – Požár: Záchod – Chlív – Balkon (s D. Žárským a L. Dostálem), Rýmařov
- 2016 Galerie Stará radnice, (výstava k 70. autora), Vsetín
- 2020 Městské muzeum, Galerie Octopus, Sex ve městě (společně s L. Tesařem, Pokusy a omyly), Rýmařov

## Účast na výstavách

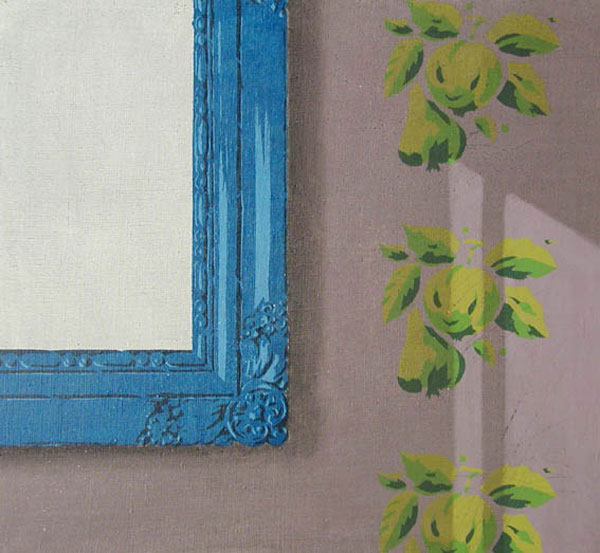
Obrazy, email na plátně, 1976

- 1964 Výtvarníci Domu kultury, Příbram
- 1976 Venus ‘76, Katowice, Polsko
- 1964 Žena ve fotografii, Strakonice
- 1964 Poezie ve fotografii, Písek
- Snídaně v trávě, email a sítotisk na papíru, koláž, 19701980 Zlatý svícen, Kamenický Šenov

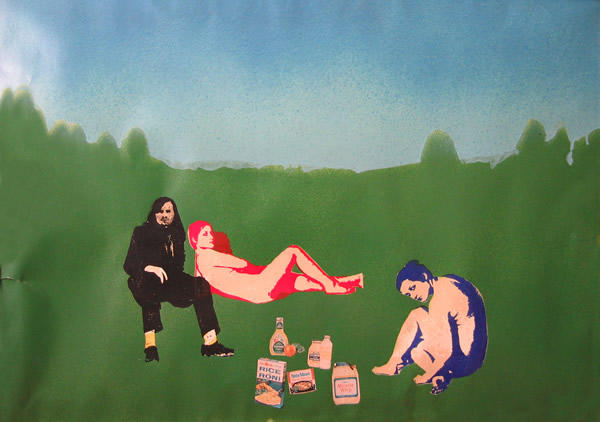
Snídaně v trávě, email a sítotisk na papíru, koláž, 1970

- 1984 X. Międzynarodowe Biennale Grafiki w Krakowie ‘84, Kraków, Polsko
- 1987 Fotografové OPS, Krnov
- 1987 Fotografové fotoklubu při JKS Rýmařov, Břidličná
- 1987 Objekt a voda, Hranice
- 1988 4. Bienále fotografie přírody, Městské kulturní středisko, Brno
- 1987 Sympozium Objekt a vítr, Křížový vrch, Ruda
- 1989 Výstava VSUV, park, Uničov
- 1990 Rýmařovský syndrom. Aneb minulost a současnost Rýmařova ve fotografii, KAV, Malá galerie Domu kultury, Rýmařov
- 1995 ZEN, grafiky, kresby, Kino Vatra, Vsetín
- 2006 Obrazy z let 1960–1995, Galerie v Kapli, Bruntál
- 2007 Kresby, Městská knihovna, Rožnov p. Radhoštěm
- 2022 Kolektivní výstava výtvarníků Spolku Octopus, Galerie Octopus, Městské muzeum Rýmařov

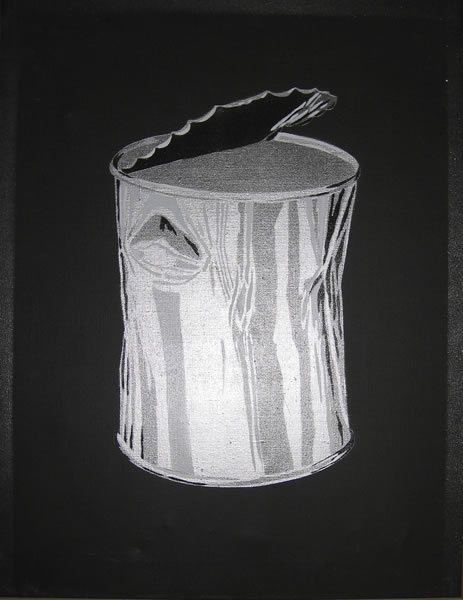
Plechovka od Campbellovy polévky, spray na plátně, 1993

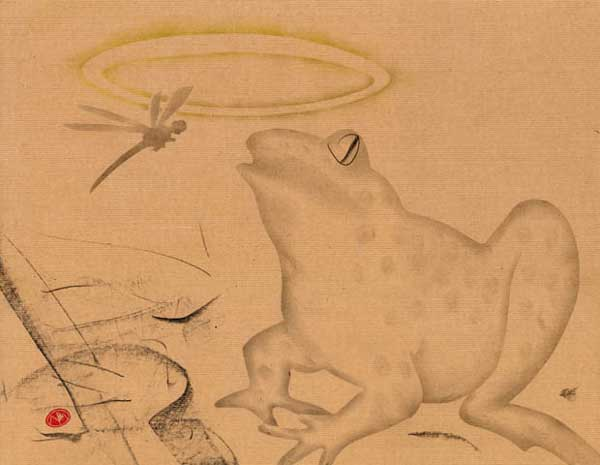
Svaté oběti, grafit a barevná tuha na papíře, 1998

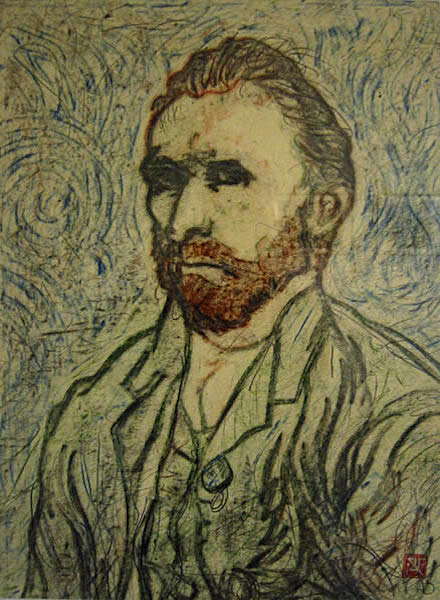
Vincent, barevná tuha na papíře, 2002

## Zastoupení ve sbírkách
- Městské muzeum Rýmařov
- Galerie Okresního domu ve Friedbergu, Německo
- Soukromé sbírky v ČR, Německu a USA

## Realizace ve veřejném prostoru
- 1980 Keramické reliéfy s ekologickou s tematikou pro Mateřskou školu ve Šternberku. Společně s Lubomírem Dostálem
- 1993 Socha svobody ve Wertingenu, Německo. Společně s Herbertem Dlouhým

## Knihy
- 2016 Mi Po: Pecky z balkónu (poezie, výběr díla)
- 2023 Mi Po: Já kverulant nadarmo (Miloslav Požár + Robert Goláň, poezie, fotografie)